# Christian Willeit
Christian Willeit (Brunico, 22 febbraio 1987) è un hockeista su ghiaccio italiano, milita come difensore nel Valdifiemme Hockey Club, squadra della Italian Hockey League.

## Palmarès
- Coppa Italia: 1

Val Pusteria: 2010-2011
- Supercoppa italiana: 1

Val Pusteria: 2011
- Inter-National-League: 1

Egna: 2013-2014